# Associazione Calcio Forlì 2003-2004
Questa pagina raccoglie le informazioni riguardanti l'Associazione Calcio Forlì nelle competizioni ufficiali della stagione 2003-2004.

## Stagione
Nella stagione 2003-2004 il Forlì disputa il girone B del campionato di Serie C2, raccoglie 44 punti che valgono l'ottava posizione in classifica. Confermato il tecnico Rocco Cotroneo alla guida dei galletti. Per la prima volta dopo undici stagioni si inizia il torneo senza il capitano Alberto Calderoni, arrivano a Forlì il mediano Giovanni Bosi dopo una lunga milizia in Serie B, e l'attaccante Antonio Bernardi cresciuto nel Brescia. Al termine del girone di andata il Forlì è quarto con 27 punti, nel girone di ritorno perde posizioni, raccogliendo solo 17 punti. La stagione si conclude con un record negativo, 46 le reti subite dai galletti, ma con 44 punti a centroclassifica, e con cinque vittorie in trasferta. Il miglior realizzatore stagionale è stato Christian Lantignotti con 9 reti. Nella Coppa Italia di Serie C il Forlì disputa il girone F di qualificazione, che promuove ai sedicesimi di finale il Rimini ed il San Marino.

## Rosa
| N. |                   | Ruolo | Calciatore         |
| -- | ----------------- | ----- | ------------------ |
|    | Italia (bandiera) | C     | Simone Adani       |
|    | Italia (bandiera) | D     | Simone Airoldi     |
|    | Italia (bandiera) | A     | Cristian Baglieri  |
|    | Italia (bandiera) | C     | Willy Baiana       |
|    | Italia (bandiera) | D     | Marco Bellocchi    |
|    | Italia (bandiera) | A     | Antonio Bernardi   |
|    | Italia (bandiera) | C     | Giovanni Bosi      |
|    | Italia (bandiera) | C     | Federico Carelli   |
|    | Italia (bandiera) | A     | Francesco De Biase |
|    | Italia (bandiera) | P     | Filippo Di Leo     |
|    | Italia (bandiera) | D     | Pacifico Fanani    |
|    | Italia (bandiera) | D     | Lorenzo Fiale      |
|    | Italia (bandiera) | D     | Simone Garavini    |

| N. |                   | Ruolo | Calciatore            |
| -- | ----------------- | ----- | --------------------- |
|    | Italia (bandiera) | D     | Mirko Gentilini       |
|    | Italia (bandiera) | C     | Guido Ghetti          |
|    | Italia (bandiera) | C     | Christian Lantignotti |
|    | Italia (bandiera) | C     | Alberto Maresi        |
|    | Italia (bandiera) | D     | Paolo Minardi         |
|    | Italia (bandiera) | C     | Daniele Mordini       |
|    | Italia (bandiera) | C     | Davide Poletti        |
|    | Italia (bandiera) | P     | Riccardo Puntelli     |
|    | Italia (bandiera) | A     | Alberto Rondina       |
|    | Italia (bandiera) | P     | Andrea Sardini        |
|    | Italia (bandiera) | C     | Giuseppe Scarpato     |
|    | Italia (bandiera) | A     | Mattia Sebastiani     |

## Risultati

### Serie C2

#### Girone di andata
| Arbitro: | Musolino (Taranto) |

|                 |           |                           |
| M. Pierobon 30’ | Marcatori | 16’ S. Adani 46’ Baglieri |

| Arbitro: | Giglioni (Siena) |

|  |           |              |
|  | Marcatori | 20’ Moscelli |

| Arbitro: | Italiani (L'Aquila) |

|                            |           |  |
| Sardelli 51’ Di Pietro 60’ | Marcatori |  |

| Arbitro: | Gandolfi (Cremona) |

|                |           |          |
| Sebastiani 85’ | Marcatori | 75’ Tosi |

| Arbitro: | La Rocca (Ercolano) |

|              |           |                                 |
| Spagnoli 60’ | Marcatori | 40’ Lantignotti 72’ G. Scarpato |

| Arbitro: | Mannella (Avezzano) |

|                                         |           |                            |
| Sebastiani 74’ Lantignotti 90+1’ (rig.) | Marcatori | 9’, 39’ (rig.) N. Schiavon |

| Castelnuovo Garfagnana 12 ottobre 2003 7ª giornata | Castelnuovo       | 0 – 0 | Forlì | Stadio Alessio Nardini\| Arbitro: \| Stallone (Foggia) \| |
| Arbitro:                                           | Stallone (Foggia) |       |       |                                                           |

| Arbitro: | Di Renzo (Ostia Lido) |

|                             |           |  |
| Lantignotti 14’ (rig.), 85’ | Marcatori |  |

| Arbitro: | Beretta (Treviglio) |

|                                     |           |                                             |
| Mammarella 56’ Tomassini 78’ (rig.) | Marcatori | 16’ Lantignotti 76’ Sebastiani 85’ Bernardi |

| Arbitro: | Zanchin (Biella) |

|                |           |  |
| S. Adani 45+1’ | Marcatori |  |

| Arbitro: | Benedetti (Viterbo) |

|  |           |                         |
|  | Marcatori | 19’ Baiana 25’ Baglieri |

| Arbitro: | Vicinanza (Albenga) |

|                   |           |              |
| Baiana 34’ (rig.) | Marcatori | 46’ P. Rossi |

| Arbitro: | Crugliano (Crotone) |

|  |           |                       |
|  | Marcatori | 15’ Guidi 41’ Collini |

| Arbitro: | Giachero (Pinerolo) |

|             |           |                         |
| Sampino 19’ | Marcatori | 13’ (aut.) D. Bresciani |

| Arbitro: | Celi (Bari) |

|                        |           |                          |
| Lantignotti 68’ (rig.) | Marcatori | 25’ A. Pagano 39’ Lugnan |

| Arbitro: | Salati (Trento) |

|           |           |                        |
| Basso 20’ | Marcatori | 44’ Ghetti 80’ Rondina |

| Arbitro: | Liberti (Genova) |

|             |           |            |
| Airoldi 32’ | Marcatori | 38’ Baiano |

#### Girone di ritorno
| Arbitro: | Cavarretta (Trapani) |

|             |           |  |
| Rondina 51’ | Marcatori |  |

| Arbitro: | Ciampi (Roma) |

|           |           |                              |
| Bochu 37’ | Marcatori | 65’ Lantignotti 81’ Bernardi |

| Arbitro: | Mariuzzo (Venezia) |

|  |           |                   |
|  | Marcatori | 38’ (rig.) Giglio |

| Arbitro: | La Rocca (Ercolano) |

|                                      |           |  |
| M. Agostinelli 6’ Medri 90+1’ (rig.) | Marcatori |  |

| Arbitro: | Nappi (Napoli) |

|                |           |                          |
| Lantignotti 8’ | Marcatori | 7’ Di Matteo 44’ Scalise |

| Arbitro: | Gandolfi (Cremona) |

|                                            |           |                 |
| Recchi 6’ Polidori 59’ Schiavon 69’ (rig.) | Marcatori | 19’ Lantignotti |

| Arbitro: | Barletta (Bernalda) |

|  |           |                 |
|  | Marcatori | 15’, 45’ Luconi |

| Gubbio 7 marzo 2004 25ª giornata | Gubbio              | 0 – 0 | Forlì | Stadio San Biagio\| Arbitro: \| Pierpaoli (Firenze) \| |
| Arbitro:                         | Pierpaoli (Firenze) |       |       |                                                        |

| Arbitro: | Musolino (Taranto) |

|                       |           |                                      |
| Maresi 22’ Baiana 83’ | Marcatori | 17’, 26’ Nicolini 31’ (rig.) Onorato |

| Carrara 21 marzo 2004 27ª giornata | Carrarese          | 0 – 0 | Forlì | Stadio dei Marmi\| Arbitro: \| Ciliberto (Merano) \| |
| Arbitro:                           | Ciliberto (Merano) |       |       |                                                      |

| Arbitro: | Zanchin (Biella) |

|                          |           |  |
| Bernardi 55’ Rondina 80’ | Marcatori |  |

| Arbitro: | Prato (Lecce) |

|                                                            |           |  |
| Chisena 11’, 61’ Fusseini 71’ Farrugia 78’ Macciocca 90+3’ | Marcatori |  |

| Arbitro: | De Luca (Pescara) |

|             |           |              |
| Magnani 39’ | Marcatori | 74’ S. Adani |

| Arbitro: | Balsamo (Tivoli) |

|                          |           |              |
| Rondina 16’ Bernardi 48’ | Marcatori | 31’ Piccioni |

| Arbitro: | Zanardo (Conegliano) |

|                                    |           |                                |
| A. Pagano 37’ (rig.), 90+4’ (rig.) | Marcatori | 23’ (rig.) Bernardi 48’ Ghetti |

| Arbitro: | Mannella (Avezzano) |

|                  |           |                      |
| Rondina 46’, 55’ | Marcatori | 32’ Guerri 34’ Sordo |

| Arbitro: | Benedetti (Viterbo) |

|                                     |           |            |
| Scugugia 45’ Caleri 61’ Gennari 71’ | Marcatori | 2’ Rondina |

### Coppa Italia Serie C

#### Fase a gironi
| 17 agosto 1ª giornata |  | – Turno di riposo Forlì |  |  |

| Bellaria Igea Marina 20 agosto 2003 2ª giornata | Bellaria           | 0 – 0 | Forlì | Stadio Enrico Nanni\| Arbitro: \| Fugante (Macerata) \| |
| Arbitro:                                        | Fugante (Macerata) |       |       |                                                         |

| Arbitro: | Zanardo (Conegliano) |

|  |           |            |
|  | Marcatori | 39’ Trotta |

| Arbitro: | Gava (Conegliano) |

|              |           |                                 |
| Polidori 86’ | Marcatori | 42’ (aut.) Borsa 71’ Sebastiani |

| Arbitro: | Scoditti (Bologna) |

|                    |           |                     |
| Rondina 74’ (rig.) | Marcatori | 37’ (rig.) C. Mauro |